# Georg Østerholt
Georg Østerholt (13 dicembre 1892 – 20 settembre 1982) è stato un saltatore con gli sci norvegese.

## Palmarès

### Mondiali
- Bronzo a Lahti 1926 nel salto con gli sci.